# Трекина
Трѐкина (на италиански: Trecchina) е село и община в Южна Италия, провинция Потенца, регион Базиликата. Разположено е на 500 m надморска височина. Населението на общината е 2369 души (към 2010 г.).